# David Bressoud
David Marius Bressoud (* 27. März 1950 in Bethlehem, Pennsylvania) ist ein US-amerikanischer Mathematiker, der sich mit algorithmischer Zahlentheorie und Kombinatorik befasst.
David Bressoud studierte am Swarthmore College mit dem Bachelor-Abschluss 1971 sowie an der Temple University mit dem Master-Abschluss 1975 und der Promotion bei Emil Grosswald 1977 (Proof and Generalization of Certain Identities Conjectured by Ramanujan). Davor unterrichtete er Mathematik an der Clare Hall School in Antigua im Rahmen des Friedenscorps. Er war Professor an der Pennsylvania State University (ab 1977 Assistant Professor und später Professor) und ist seit 1994 Professor am Macalester College. Von 1995 bis 2001 stand er dort der Fakultät für Mathematik und Informatik vor und ist DeWitt Wallace Professor. Er wohnt in Saint Paul.
Er war Gastprofessor und Gastwissenschaftler am Institute for Advanced Study (1979/80), der University of Wisconsin-Madison (Visiting Assistant Professor 1980/81), der University of Minnesota, der Université Louis Pasteur in Straßburg (als Fulbright Lecturer 1985/86) und an der State College Area High School.
Er befasst sich speziell mit Zerfällungen und seit seiner Dissertation mit Vermutungen und Identitäten von Srinivasa Ramanujan auf diesem Gebiet (Rogers-Ramanujan-Identitäten und Verallgemeinerungen) mit Verbindungen zur Analysis (spezielle Funktionen) und Darstellungstheorie. Er veröffentlichte Analysis-Lehrbücher, die sich der historischen (genetischen) Methode bedienen und besorgte 2008 auch eine Neuauflage des klassischen Lehrbuchs dazu von Otto Toeplitz (Calculus - a genetic approach, Chicago University Press).
Er war Präsident der Mathematical Association of America (MAA), Polya Lecturer der MAA und erhielt einen MAA Distinguished Teaching Award. Er ist Fellow der American Mathematical Society. 1982 bis 1984 war er Sloan Research Fellow.

## Schriften
- Factorization and primality testing, Springer Verlag, Undergraduate Texts in Mathematics, 1989, ISBN 0-387-97040-1.
- mit Stan Wagon: A course in computational number theory, John Wiley 2008, ISBN 0470412151.
- Proofs and Confirmations: the Story of the Alternating Sign Matrix Conjecture, MAA Spectrum, Cambridge University Press 1999 (erhielt den Beckenbach Preis der MAA)
- Second Year Calculus from Celestial Mechanics to Special Relativity, Springer Verlag 1991
- A Radical Approach to Real Analysis, 2. Auflage, MAA 2006
- A Radical Approach to Lebesgue's Theory of Integration, Cambridge University Press 2008
- Analytic and combinatorial generalizations of the Rogers-Ramanujan identities, AMS 1980
- Historical reflections on teaching the fundamental theorem of integral calculus, American Mathematical Monthly, Band 118, 2011, S. 99
- Was Calculus invented in India ?, The College Mathematics Journal, Band 33, 2002, Nr. 1
- Herausgeber mit George E. Andrews, L. Alayne Parson, The Rademacher Legacy to Mathematics, AMS 2007 (Centenary Conference 21.–25. Juni 1992, Pennsylvania State University)